# مارغريت غودل
مارغريت غودل (بالإنجليزية: Margaret Goodell)‏ هي عالمة أحياء خلوية أمريكية، ولدت في 23 مارس 1965.